# Lešany (Nelahozeves)
Lešany jsou vesnice, část obce Nelahozeves v okrese Mělník ve Středočeském kraji. Nachází se asi 2,5 kilometru jihozápadně od Nelahozevsi. Je zde evidováno 209 adres. Trvale zde žije 845 obyvatel.
Lešany leží v katastrálním území Lešany u Nelahozevsi o rozloze 3,21 km².

## Historie
První písemná zmínka o vesnici pochází z roku 1318.

## Obyvatelstvo
| Rok            | 1869 | 1880 | 1890 | 1900 | 1910 | 1921 | 1930 | 1950 | 1961 | 1970 | 1980 | 1991 | 2001 | 2011 | 2021 |
| -------------- | ---- | ---- | ---- | ---- | ---- | ---- | ---- | ---- | ---- | ---- | ---- | ---- | ---- | ---- | ---- |
| Počet obyvatel | 256  | 278  | 327  | 376  | 442  | 438  | 406  | 365  | 323  | 301  | 264  | 172  | 191  | 512  | 845  |
| Počet domů     | 40   | 48   | 52   | 63   | 84   | 92   | 95   | 108  | 108  | 99   | 84   | 98   | 96   | 209  | 303  |

## Obecní správa
Při sčítání lidu v letech 1850–1879 byly Lešany osadou města Kralupy nad Vltavou v okrese Slaný. V letech 1880–1959 byly samostatnou obcí, nejprve v okrese Slaný, v letech 1921–1950 v okrese Kralupy nad Vltavou a od roku 1960 v okrese Mělník. Od 1. července 1960 jsou částí obce Nelahozeves v okrese Mělník.